# Phaloria amplipennis
Phaloria amplipennis är en insektsart som beskrevs av Carl Stål 1877. Phaloria amplipennis ingår i släktet Phaloria och familjen syrsor. Inga underarter finns listade i Catalogue of Life.